# Ca la Pepita
Ca la Pepita és una casa de la Jonquera (Alt Empordà) inclosa a l'Inventari del Patrimoni Arquitectònic de Catalunya.

## Descripció
Casa entre mitgeres situada al centre del poble, de planta baixa i un pis amb un jardí adjacent amb tanca de pedra i forja. Aquesta casa ha estat rehabilitada recentment i tot i que s'ha mantingut l'estructura original, la resta de la construcció és nova. La planta baixa manté el paredat de pedra però les obertures ja no són carreuades sinó emmarcades per aons. El primer pis està totalment arrebossat.